# Línea 16 del Metro de São Paulo
La Línea 16 - Violeta del Metro de São Paulo es una línea actualmente en proyecto.
Con 18 kilómetros de extensión y 21 estaciones, conectara la Estación Oscar Freire con la futura estación Jardim Brasília.

## Línea 16 - Violeta
| Estación                     | Inauguración | Integración     | Plataformas |
| ---------------------------- | ------------ | --------------- | ----------- |
| Oscar Freire                 | en estudio   | Línea 4         | N/D         |
| Augusta                      | en estudio   |                 | N/D         |
| Nove de Julho                | en estudio   |                 | N/D         |
| Jardim Paulista              | en estudio   |                 | N/D         |
| Paraíso                      | en estudio   | Línea 2 Línea 1 | N/D         |
| Lins de Vasconcelos          | en estudio   |                 | N/D         |
| Vila Monumento               | en estudio   |                 | N/D         |
| São Carlos - Parque da Mooca | en estudio   | Línea 10 (CPTM) | N/D         |
| Paes de Barros               | en estudio   |                 | N/D         |
| Vila Bertioga                | en estudio   |                 | N/D         |
| Álvaro Ramos                 | en estudio   |                 | N/D         |
| Regente Feijó                | en estudio   |                 | N/D         |
| Anália Franco                | en estudio   | Línea 2         | N/D         |
| Abel Ferreira                | en estudio   |                 | N/D         |
| Renata                       | en estudio   |                 | N/D         |
| Cipriano Rodrigues           | en estudio   |                 | N/D         |
| Vila Antonieta               | en estudio   |                 | N/D         |
| Rio das Pedras               | en estudio   |                 | N/D         |
| Cidade Líder                 | en estudio   |                 | N/D         |
| Jardim Brasília              | en estudio   |                 | N/D         |